# Wiesenthau
Wiesenthau là một đô thị thuộc huyện Forchheim trong bang Bayern nước Đức. Đô thị Wiesenthau có diện tích 6,41 km², dân số thời điểm 31 tháng 12 năm 2006 là 1706 người.